# Давыдов, Вадим Григорьевич
Вади́м Григо́рьевич Давы́дов (род. 22 апреля 1960) — советский легкоатлет, специалист по бегу на короткие дистанции. Выступал на всесоюзном уровне в 1980-х годах, двукратный чемпион СССР в эстафете 4 × 100 метров, победитель и призёр первенств всесоюзного значения. Представлял Москву и Профсоюзы.

## Биография
Вадим Давыдов родился 22 апреля 1960 года. Занимался лёгкой атлетикой в Москве, выступал за Всесоюзное физкультурно-спортивное общество профсоюзов.
Первого серьёзного успеха на всесоюзном уровне добился в сезоне 1983 года, когда на чемпионате страны в рамках VIII летней Спартакиады народов СССР в Москве с московской командой стал серебряным призёром в зачёте эстафеты 4 × 100 метров.
В 1984 году одержал победу в беге на 100 метров на соревнованиях в Харькове, тогда как на чемпионате СССР в Донецке вновь выиграл серебряную медаль в эстафете 4 × 100 метров.
В 1985 году получил серебро в беге на 60 метров на зимнем чемпионате СССР в Кишинёве.
В 1986 году на чемпионате СССР в Киеве стал серебряным призёром в эстафете 4 × 100 метров, на соревнованиях в Москве выиграл серебряную медаль в индивидуальном беге на 100 метров.
В 1987 году завоевал бронзовую награду в дисциплине 60 метров на зимнем чемпионате СССР в Пензе. На летнем чемпионате СССР в Брянске установил личный рекорд в дисциплине 100 метров (10,11), одержал победу в эстафете 4 × 100 метров.
В 1988 году с личным рекордом 6,60 выиграл соревнования по бегу на 60 метров в Москве, стал серебряным призёром в эстафете 4 × 100 метров на чемпионате СССР в Таллине.
В 1989 году бежал 100 метров на Мемориале братьев Знаменских в Волгограде, с московской командой превзошёл всех соперников в эстафете 4 × 100 метров на чемпионате СССР в Горьком.